# افسانه طوفان گیلگمش
افسانه طوفان گیلگمش (انگلیسی: Gilgamesh flood myth) افسانه طوفانی در حماسه گیلگمش است. بسیاری از محققان بر این باورند که ویراستاری اسطوره طوفان حماسه آتراهاسیس را به اسطوره طوفان در لوح XI نسخه مرجع حماسه گیلگمش افزوده است.
داستان طوفان در نسخه بابلی معیار حماسه، طولانی‌ترین افزوده به نسخه بابلی باستان است. این بخش، از زبان اوتنپیشتی و به صورت اول شخص روایت می‌شود. در کتاب مقدس، نخستین پرسشی که مطرح می‌شود، چگونگی شکل‌گیری جهان به وضع فعلی است. دو روایت آفرینش در ابتدای سفر پیدایش وجود دارند، هرچند در ویراست نهایی خود به خوبی با هم آمیخته‌اند.

## پیشینه
کاوش‌های باستان‌شناسی در بابل، شهرهایی پیدا شده‌اند که لایه رسوب نشانگر دو فرهنگ کاملاً متفاوت است. سیل آن شهر را ویران کرده و تازه‌واردان تمدن جدیدی در آنجا بنا کردند. طغیان رودها اتفاقی مرسوم در بین‌النهرین بوده است (در کنعان چنین نیست) و دور از انتظار نیست که طوفان عبری از منابع بین‌النهرینی تأثیر گرفته باشد. نسخه‌ای از حماسه گیلگمش به زبان اکدی در مگیدو در اسرائیل و تل-آمارنا در مصر پیدا شده‌اند.
بررسی سیر تکاملی «حماسه گیلگمش» را می‌توان از متن سومری «داستان زیوسودرا» آغاز کرد که از طریق ترجمه‌ها و اقتباس‌های اکدی پیاپی به نسخه معیار دوازده لوحی منتهی شد. این حماسه، مدلی تجربی برای آزمایش فرضیه‌های تکامل متن کتاب مقدس است. از میان همسانی‌های بسیار با کتاب مقدس، بیشترین و آشناترین آن در لوح XI دیده می‌شود که در آن نسخه‌ای از داستان طوفان بین‌النهرینی آمده است. این روایت، مفصل‌ترین نسخه از داستانی است که پیش از آن در حوزه خلاصه‌تری هم به زبان سومری و هم اکدی بازگو شده است. در اینجا، از زبان خود قهرمان طوفان (که در نسخه‌های گوناگون، نامهای متفاوتی دارد: در اینجا اوتنپیشتی) بیان می‌شود. در مرحله‌ای از تکامل خود، حماسه با لوح XI و بازگشت گیلگمش به اوروک خاتمه می‌یافت. سپس، لوح دوازدهمی با ترجمه مستقیم نمونه اولیهٔ سومری شکل گرفت که شامل رؤیایی از جهان زیرین است که بر آن گیلگمش در مقام یک خدا حاکم است.

## لوح XI

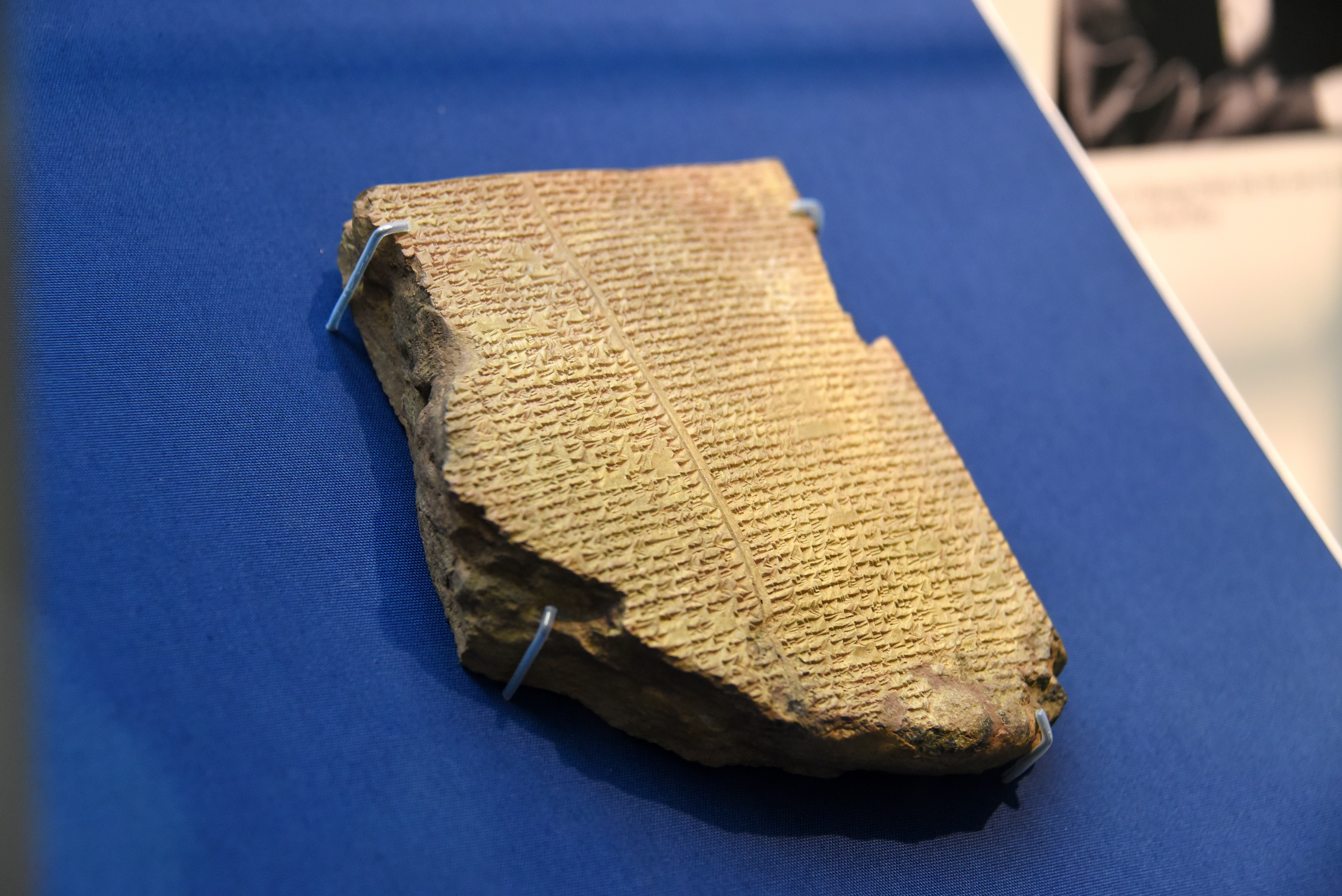
لوح XI (یا «لوح طوفان») در موزه بریتانیا

ایزد «اراکال» تیرک‌های مهار را از بیخ می‌کند،

 نینورتا، در حال گذر، آب‌بندها را سرریز کرد.

خدایان آنوناکی مشعل‌های آتش آوردند،

 سوزاندند سرزمین را با برقهای درخشان.
آرامش «خدای طوفان» گذشت بر آسمان،

 و هر آنچه روشن بود سپس به تاریکی تبدیل شد.

لوح XI علاوه بر طوفان گیلگمش شامل مطالب دیگری نیز هست. داستان طوفان به این خاطر در آن گنجانده شده، که خدایان به قهرمان طوفان اوتنپیشتیم، جاودانگی اعطا کرده‌اند و این مسئله متناسب است با موضوع جاودانگی حماسه. به نظر می‌رسد نکته اصلی آن است که جاودانگی به اوتنپیشتیم در شرایطی یگانه و هرگز-تکرار نشدنی داده شده است. نشانِ این نکته در جایی‌ست که اوتنپیشتیم به گیلگمش می‌گوید که باید شش روز و هفت شب بیدار بماند. با این وجود به محض پایان سخنان اوتنپیشتیم، گیلگمش به خواب می‌رود. اوتنپیشتیم به همسرش می‌گوید به ازای هر روز خوابِ او یک قرص نان بپزد تا گیلگمش نتواند شکست خود را انکار کند. گیلگمش که می‌خواهد بر مرگ غلبه کند، حتی نمی‌تواند بر خواب پیروز شود.
هنگام عزیمت گیلگمش، همسر اوتنپیشتیم از شوهرش می‌خواهد که هدیه خداحافظی به او دهد. اوتنپیشتیم نشان گیاه دیوخار-مانندی را به او می‌دهد که در ته اقیانوس است و او را جوان خواهد کرد. گیلگمش با بستن سنگ به پاهایش و رفتن به ته دریا گیاه را به دست می‌آورد و قصد می‌کند که پس از بازگشت به اوروک آن را بر پیرمردی آزمایش کند. اما افسوس که هنگام شستشوی گیلگمش ماری آن را می‌رباید (دلیل پوست انداختن مار - تولدی دوباره).

### داستان طوفان
گیلگمش چگونگی دست یافتن اوتنپیشتی به جاودانگی را جویا می‌شود. اوتنپیشتی داستان «طوفان» را برای وی بازگو می‌کند: «شهر شوروپاک، بر کناره فرات؛ خدایان تصمیم می‌گیرند «طوفان» نازل کنند. آنو، انلیل، نینورتا و انوگی هم-قسم می‌شوند. ائا با آنکه قسم خورده است، سخنان آنها را برای دیوار ساخته‌شده از نی بازمی‌گوید. «... پسر اوبار-توتو، خانه‌ات را ویران کن و از آن، کشتی بساز! ثروت رها کن و زندگی طلب! … دانه همه زندگان را به کشتی ببر! همگی اندازه‌های کشتی برابر باشند، طول و پهنا. سقفی چون «اقیانوس پایین» بر آن بساز.» اوتنپیشتی سخنان وی را می‌شنود. از ائا باز هم پرسش می‌کند و پاسخ می‌گیرد. اوتنپیشتی دست به اقدام می‌زند: پنج روز می‌گذرد … از کارکنان بر روی کشتی همچون جشن سال نو پذیرای می‌کند. برخلاف توصیه ائا، هر آنچه از سیم و زر دارد را نیز همراه با جانوران و گیاهان و صنعتگران به کشتی می‌برد. اوتنپیشتی به کشتی می‌رود و دریچه را خود می‌بندد.
خدایان دست به کار می‌شوند و هر یک نقشی در ایجاد طوفان دارند: ادد، شولات و هنیش، اراکال، نینورتا، آنوناکی‌ها. طوفان از راه می‌رسد. هر آدم، دیگری را بازنمی‌شناسد. حتی خدایان را وحشت فرا می‌گیرد، صحنه را ترک و به آسمان آنو پناه می‌برند و چونان سگ به گوشه‌ای می‌خزند. بلت-ایلی (ایشتار) همچون زنی در حال زایمان نعره می‌کشد: «چگونه توانستم در جمع خدایان، شریر سخن گویم… و اعلان جنگ کنم برای نابودی مَردمم؟ خودم آنان را به دنیا آوردم، اینها مردمان منند! و اکنون همچون ماهی، اقیانوس را پر کرده‌اند!» آنوناکی‌ها به گریه می‌افتند. برای شش روز و [هفت] شب، طوفان زمین را صاف می‌کند. روز هفتم فرا می‌رسد. طوفان به پایان می‌رسد. همه مردمان به گل تبدیل شده‌اند. اوتنپیشتی دریچه را می‌گشاید، نور خورشید بر گونه او می‌تابد. «به زانو درآمدم و گریستم. اشک از گونه‌هایم روان بود.» کشتی بر کوه نیموش می‌نشیند. یک روز می‌گذرد و دو روز … روز سوم و چهارم … روز پنجم و ششم … هنگامی که روز هفتم فرا می‌رسد: «کبوتری آوردم، رهایش کردم. رفت ولی سپس برگشت. جایی برایش نبود که سکنی گزیند، پس به من برگشت. پرستویی آوردم، رهایش کردم. رفت ولی سپس برگشت. جایی برایش نبود که سکنی گزیند، پس به من برگشت. غرابی آوردم، رهایش کردم. غراب رفت، آبها را دید که فروکش می‌کنند. آذوقه‌ای یافت و برنگشت.» اوتنپیشتی قربانی می‌کند. بوی آن خدایان را همچون مگس‌ها به دور مردی که قربانی می‌کند، می‌کشاند. بلت-ایلی از راه می‌رسد. انلیل را ملامت می‌کند که چرا طوفان را بدون مشورت با خدایان نازل کرده و مردمان وی را نابود کرده است. سپس انلیل از راه می‌رسد. کشتی را می‌بیند و خشم او را فرا می‌گیرد. «این موجود زنده از کجا رهایی یافت؟ هیچ مردی نباید از نابودی نجات می‌یافت!» نینورتا انگشت اشاره را به سوی ائا می‌گیرد. ائا نیز انلیل را به عدم مشورت متهم می‌کند. می‌گوید نازل کردن طوفان چرا؟ گناه را باید عقوبت کرد. به جای طوفان، شیری می‌فرستادی. به جای طوفان، گرگی می‌فرستادی. به جای طوفان، قحطی یا بیماری می‌فرستادی. انلیل به کشتی فرامی‌آید. دست اوتنپیشتی را در دست می‌گیرد و به عرشه می‌آیند. زن او را به عرشه می‌آورد تا در کنار او زانو بزند. دست بر پیشانی آن دو می‌گذارد تا آنها را ببخشاید و زندگی جاودان بخشد.»
اوتنپیشتی از گیلگمش می‌پرسد که اکنون چگونه جمع خدایان شکل بگیرد تا به زندگی جاودان دست یابی؟ شش روز و هفت شب نخواب. گیلگمش را خوابی چون مه فرامی‌گیرد. زن اوتنپیشتی به او می‌گوید گیلگمش را بیدار کند تا برگردد. پاسخ می‌شنود که مرد حیله‌گر است، فریبت خواهد داد. هر روز نانی بپز و بر بالای سرش قرار بده و روزهایی که خواب است را بر دیوار نشان کن. روزها می‌گذرد و هفت نان بر بالای سر گیلگمش قرار می‌گیرد. اوتنپیشتی گیلگمش را تکان می‌دهد تا از جا برخیزد. گیلگمش می‌گوید همین الان خوابیدم و بیدارم کردی. نان‌ها را نشان وی می‌دهد. اوتنپیشتی، گیلگمش و اور-شانابی را طرد می‌کند تا پس از پاکیزه شدن گیلگمش به اوروک برگردند. آن دو سوار بر قایق می‌شوند. زن اوتنپیشتی به او سفارش می‌کند گیلگمش راه درازی را آمده، برای سفر بازگشتش به خانه چه به او دادی؟ گیلگمش قایق را به ساحل برمی‌گرداند. اوتا-ناپیشتی رازی از خدایان را به او می‌گوید و نشان گیاهی را می‌دهد که او را بازجوان خواهد کرد. به محض شنیدن این کلام، گیلگمش سنگ‌های سنگینی به پایش می‌بندد و به «اقیانوس پایین» فرومی‌رود. پس از به دست آوردن گیاه، سنگ‌ها را از پایش باز می‌کند و به ساحل می‌آید. به اور-شانابی می‌گوید پس از بازگشت به اوروک برای آزمایش آن را به سالخوردی خواهد داد. نامش را «پیرمردی که جوان شد» می‌گذارد. پس از بیست فرسخ و پس از سی فرسخ … گیلگمش به هنگام آبتنی، گیاه را از دست می‌دهد. ماری آن را می‌رباید و پوست می‌اندازد. گیلگمش می‌نشیند و به گریه می‌افتد. به اور-شانابی می‌گوید همه کارهایش بیهوده بوده و تنها لطفی در حق «شیر زمین» کرده است. پس از بیست فرسخ و پس از سی فرسخ … به شهر می‌رسند. «اور-شانابی، بر بالای دیوار اوروک شو و به پس و پیش رو! پِی‌ریزی‌هایش را برانداز کن، آجرکاری‌اش را ببین! آجرهایش در کوره پخته نشدند؟ «هفت فرزانه» پی‌ریزی‌هایش را بنیاد نریختند؟» از مساحت شهر می‌گوید و از مساحت درختان خرما؛ از مساحت کوره و از مساحت معبد ایشتار؛ از کل مساحت اوروک.»

## مقایسه آتراهاسیس و گیلگمش
بعضی از جمله‌ها که از نسخه آتراهاسیس به حماسه گیلگمش رونوشت شده‌اند:
| حماسه آتراهاسیس                                               | حماسه گیلگمش، لوح XI                                   |
| ------------------------------------------------------------- | ------------------------------------------------------ |
| «دیوار، به من گوش بده.» آتراهاسیس III,i,20                    | «دیوار، توجه کن.» گیلگمش XI,22                         |
| «سقفی چون آپسو برای آن بساز» آتراهاسیس III,i,29               | «سقفی چون آپسو برای آن بساز» گیلگمش XI,31              |
| «نمی‌توانم زندگی کنم در [شهر تو]» آتراهاسیس III,i,47           | «نمی‌توانم زندگی کنم در شهر تو» گیلگمش XI,40            |
| «نینورتا پیش رفت و آب‌بندها را [سرریز کرد]» آتراهاسیس U rev,14 | «نینورتا پیش رفت و آب‌بندها را سرریز کرد» گیلگمش XI,102 |
| «انسان دیگری را [ن]می‌دید» آتراهاسیس III,iii,13                | «انسان دیگری را نمی‌دید» گیلگمش XI,111                  |
| «هفت روز و هفت شب طوفان بود» آتراهاسیس III,iv,24              | «شش روز و هفت شب باد و طوفان سیل کردند» گیلگمش XI,127  |
| «او پیشکش کرد [قربانی را]» آتراهاسیس III,v,31                 | «او پیشکش کرد قربانی را» گیلگمش XI,155                 |
| «لاجورد دور گردن من» آتراهاسیس III,vi,2                       | «سنگ لاجورد بر گردن من» گیلگمش XI,164                  |
| «چگونه انسان از نابودی جان به در برد؟» آتراهاسیس III,vi,10    | «هیچ انسانی از نابودی جان به در نبرد» گیلگمش XI,173    |

هم در حماسه گیلگمش (لوح XI، سطر ۱۰۲) و هم در نسخه آشوری نو آترا-هاسیس اراگال مسوول «از بیخ کندن تیرک‌های مهار» قبل از طوفان است. فرانس ویگرمن به‌طور آزمایش پیشنهاد می‌کند که این موضوع می‌تواند بازی با کلمات باشد که شامل نام اراکال و واژه تارکولو می‌شود. می‌توان آن را به معنای تحت‌اللفظیِ «تیرک مهار» ترجمه کرد اما از نظر استعاری می‌تواند به ارتباط بین عناصر مختلف جهان اشاره کند.

## بررسی
داستان طوفان در نسخه بابلی معیار حماسه، طولانی‌ترین افزوده به نسخه بابلی باستان است: روایت باجزئیاتِ طوفان که نیای گیلگمش، اوتنپیشتی، برای او بازگو می‌کند. نویسندهٔ نسخهٔ متاخر این صحنه را بسیار گسترده کرده است به صورتی که شامل حدود دویست سطر (دو سومِ لوح آخر حماسه) می‌شود. داستان طوفان در حماسه گیلگمش از روایت طوفان در حماسه آترا-هاسیس گرفته شده است. این بخش، از زبان اوتنپیشتی و اول شخص روایت می‌شود. نگرانی خدایان از نتیجه اقدامشان در آترا-هاسیس حدوداً پنجاه و پنج سطر است اما در گیلگمش به فقط چهارده سطر کاهش پیدا می‌کند. در مقابل، بیان تجربه‌های قهرمان طوفان در گیلگمش دو برابر آنچه است که در آترا-هاسیس آمده است. گرچه در آترا-هاسیس عامل اصلی طوفان انلیل است اما در گیلگمش ایشتار است که قول می‌دهد طوفان بار دیگر تکرار نشود.
به نظر دمراش، زمانی که گیلگمش اوتنپیشتی را دیدار می‌کند، تاریخ و اسطوره به هم می‌رسند. اوتنپیشتی نه فقط از ماجراجویی‌هایش زنده سربرآورده است بلکه به جاودانگی دست می‌یابد. گیلگمش اما قادر به دستیابی به جاودانگی نیست: زمان آن گذشته است که خدایان به آنگونه‌ای رفتار کنند که در اسطوره انجام می‌دادند. این موضوع، درون‌مایهٔ پایانی در روایت اوتنپیشتی است. به جای آنکه واقعیت تاریخیِ تجربهٔ اوتنپیشتی به زیر سؤال برده شود، نویسنده گیلگمش آن را غیرقابل دسترس معنا می‌کند. اسطوره و تاریخ، خیالی در مقابل واقعی دانسته نمی‌شوند بلکه تاریخ آغازینی غیرقابل دستیابی در مقابل جهانی جدیدتر در نظر گرفته می‌شوند. طوفان، نقطه عطف تغییر تاریخ باستانی به تاریخ جدید است. سخنان ایشتار بازتاب این موضوع است: «روزگاران باستان به گِل نشست».

## تفسیر
گیلگمش که در جستجوی نیرویی در مقابل زندگی شکنندهٔ بشری به نزد اوتنپیشتی آمده است، درسی دربارهٔ شکنندگی فرهنگ بشری در کل فرا می‌گیرد. این بخش از حماسه افزودهٔ غیرارگانیکی نیست بلکه تصویرسازی دربارهٔ طوفان در آثار مکتوب بین‌النهرین بسیار دیده می‌شود و استعاره‌ای فراگیر از فروپاشی سیاسی و اجتماعی است.
در پایان حماسه، داستان گیلگمش حکاکی می‌شود. به نظر دمراش اینگونه نیست که زیبایی این داستان تبدیل به منشأ جاودانگی آن شود؛ بلکه بیشتر حماسه تأکید بر مصنوع‌گرایی دارد: خاصیت حیاتی آنچه بشر ساخته است. 

## اثرگذاری بر کتاب مقدس

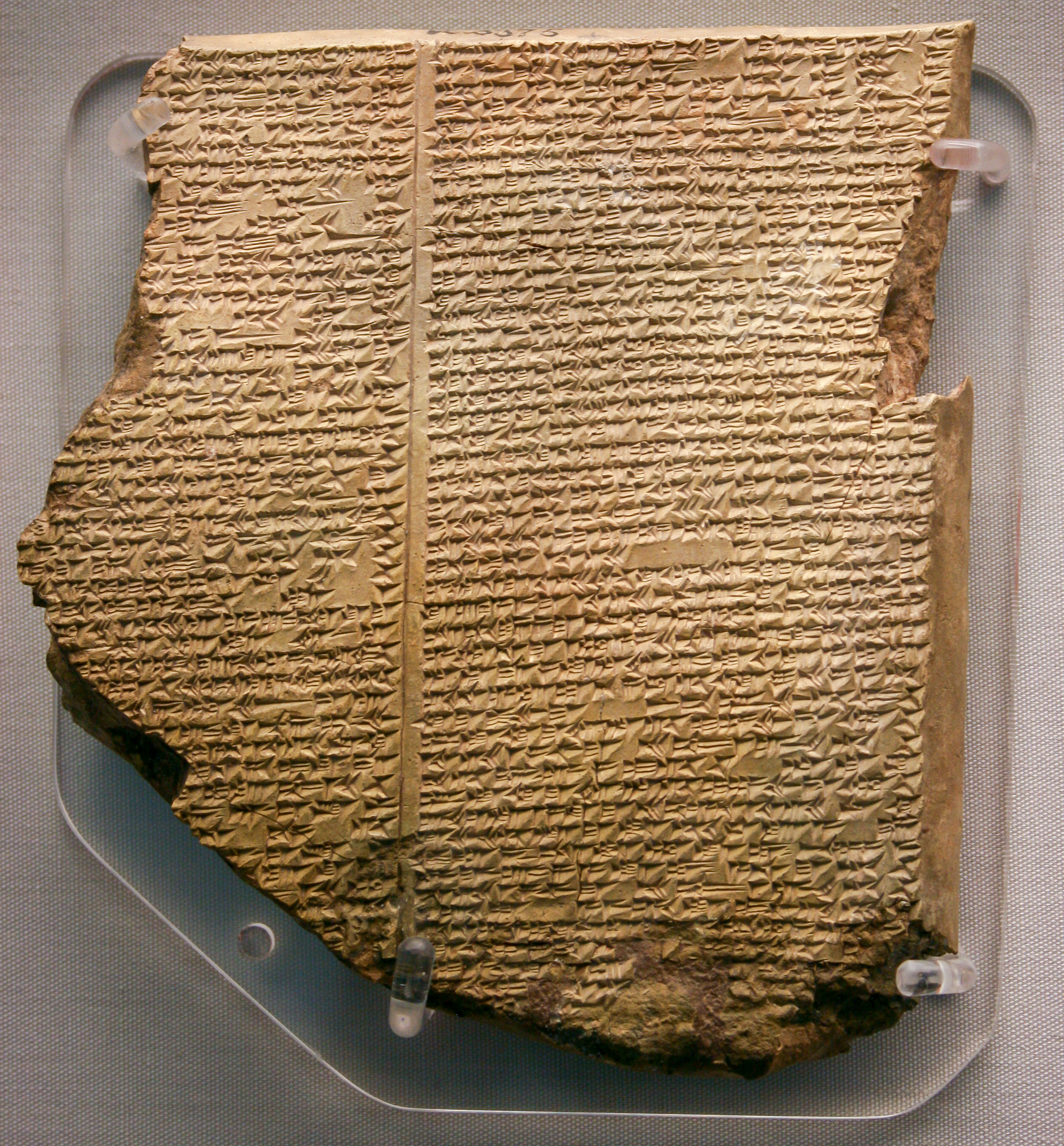
این لوح، یازدهمین لوح از حماسهٔ گیلگمش است و شرح می‌دهد که چگونه خدایان سیلی برای نابودی جهان فرستادند. همانند نوح، اوتناپیشتیم از پیش آگاه شد و کشتی‌ای ساخت تا موجودات زنده را در آن جای دهد و حفظ کند. پس از سیل، او پرندگانی را برای جستجوی خشکی فرستاد. شمارهٔ ME K 3375. در موزهٔ بریتانیا.

در کتاب مقدس، نخستین پرسشی که مطرح می‌شود، چگونگی شکل‌گیری جهان به وضع فعلی است. دو روایت آفرینش در ابتدای سفر پیدایش وجود دارند، هرچند در ویراست نهایی خود به خوبی با هم آمیخته‌اند. انسان و خلقت برای خدا ناامیدکننده به نظر می‌آیند، او از کار خود پشیمان می‌شود و تصمیم به مجازات جهان می‌گیرد. او کاهش دوره طولانی عمر انسان به ۱۲۰ سال را کافی نمی‌داند و آماده برای «طوفان» می‌شود.
در حماسه گیلگمش، قهرمان پس از مرگ دوستش انکیدو در جستجوی جاودانگی به نزد اوتنپیشتی می‌رسد. اوتنپیشتی برای او داستان طوفان را بازگو می‌کند. در پایان یادآوری می‌کند که جاودانگی را در شرایط ویژه پس از طوفان، خدایان به او بخشیدند، چیزی که برای گیلگمش تکرار نخواهد شد. گیلگمش ناامید از دستیابی به جاودانگی به اوروک بازمی‌گردد.
این دو داستان از یک منشأ بوده‌اند و بسیار به هم شبیه هستند. اجماع دانشوراان بر آن است که نسخه بابلی بر نسخه عبری اثر گذاشته است. چندین دلیل برای این مسئله عنوان می‌شود. نخست، بابل تمدن بزرگ آن زمان بوده و احتمال تأثیرگذاری آن بر کنعان بیشتر است. دوم، ویرانی به دنبال سیل در بین‌النهرین رایج بوده و کنعان چنین وضعیتی نداشته است. سوم، کشتی نوح بر کوه آرارات می‌نشیند که در جغرافیای بین‌النهرین قرار دارد. چهارم، نخستین عبرانیان از بین‌النهرین برخاستند و این احتمال وجود دارد که ابراهیم با این داستان آشنا بوده باشد. ششم، نسخه کتاب مقدس افزوده‌هایی دارد که در نسخه بابلی غایب هستند (وعده الهی و اخلاق) . اسرائیلیان باستان سنت‌های ادبی چندخدایی را در سنت خود می‌گنجاندند اما زیربنای آن را مطابق با الهیات خود قرار می‌دادند.

### نتیجه‌گیری پایانی
پیدایش ۱ تا ۱۱ شبیه به آترا-هاسیس است اما به نتیجهٔ کاملاً معکوسی منتهی می‌شود. در حالی که در آترا-هاسیس «کنترل تولد» پیشنهاد می‌شود تا جمعیت انسان کم شود اما در سفر پیدایش «پراکندگی» پیشنهاد می‌شود تا جمعیت در حال گسترش را در خود جای دهد. اشاره اخیر پیش از آن در پیدایش ۱:۲۸ دیده شد. در پراکندگی پیدایش باب یازده، ۱ تا ۹، آدم حضور دارد.

## یادداشت
1. ↑  مقدمهٔ فاستر سوم
2. ↑  نسخه واج‌نوشته: tarkullī Errakal inassah 
illak Ninurta mihrī ushardi
Anunnakkī isshû dipārāti
ina namrirrīshunu uhammațū mātu
sha Adad shuharrassu ibā`u shamê
mimma namru ana da`ummati utterru
3. ↑  در این گفتگو طنز تراژیک پنهانی وجود دارد: اوتنپیشتی می‌پرسد به مردم چه جوابی دهد درقبال پرسش‌هایشان؟ ائا پاسخ می‌دهد به آنها بگو انلیل از من متنفر شده است. باید به «اقیانوس پایین» به نزد سرورم ائا بروم. او برای شما باران بسیار خواهد فرستاد. پرندگان بسیار و ماهی‌ها … بر شما نان-کیکی خواهد باراند …
4. ↑  در متن لوح XI در اکثر موارد صرفاً نام اوتا-ناپیشتی آمده است. دو استثنا وجود دارند: در سطر ۴۹ سخن از «دروازه آترا-هاسیس» به میان می‌آید. در اینجا قرار است صنعتگران و … جمع شوند.[۱۰] دیگر، در سطر ۹۷ و پس از آنکه طوفان پایان یافته است، ائا در گفتگو با انلیل، به اوتا-ناپیشتی، آترا-هاسیس (و نه آترام-هاسیس) می‌گوید.[۱۱]
5. ↑  سفرپیدایش ۱ تا ۱۱: داستان دیوید نیمه اول ص۱۱۹؛ بررسی ریز سفر پیدایش و گیلگمش نیمه دوم ص ۱۱۹ تا انتهای ص۱۲۰؛ نسخه یهوه‌ای و P ص۱۲۱؛ مقایسه ریز آترا-هاسیس با سفر پیدایش ۱ تا ۱۱ در ص ۱۲۲؛ دلیل کسوف جهان زیرین در پیدایش و کتاب مقدس در انتهای ص۱۲۲؛ شئول سطر یک ص۱۲۳؛ بررسی پیدایش و جهان زیرین (نرگال-ارشکیگال-ایشتار) ص۱۲۴ و ادامه با اساطیر مصری در ص۱۲۵؛ مقایسه تولد نوح و خلقت انسان در آترا-هاسیس